# Inventaris-stèle

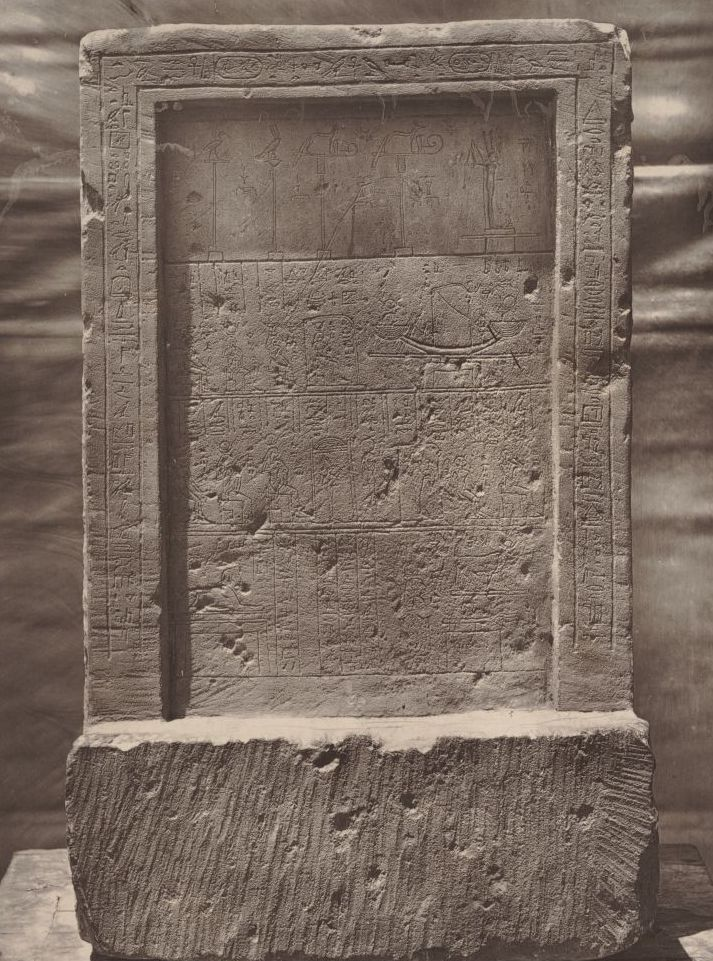
De Inventaris-stèle

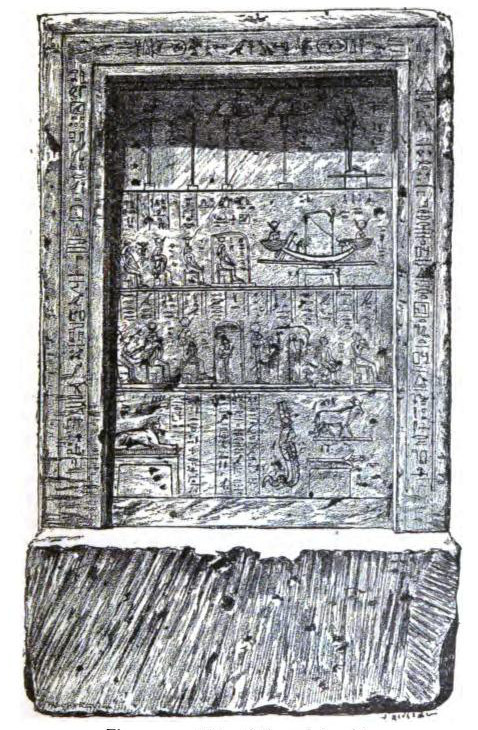
De Inventaris-stèle, tekening

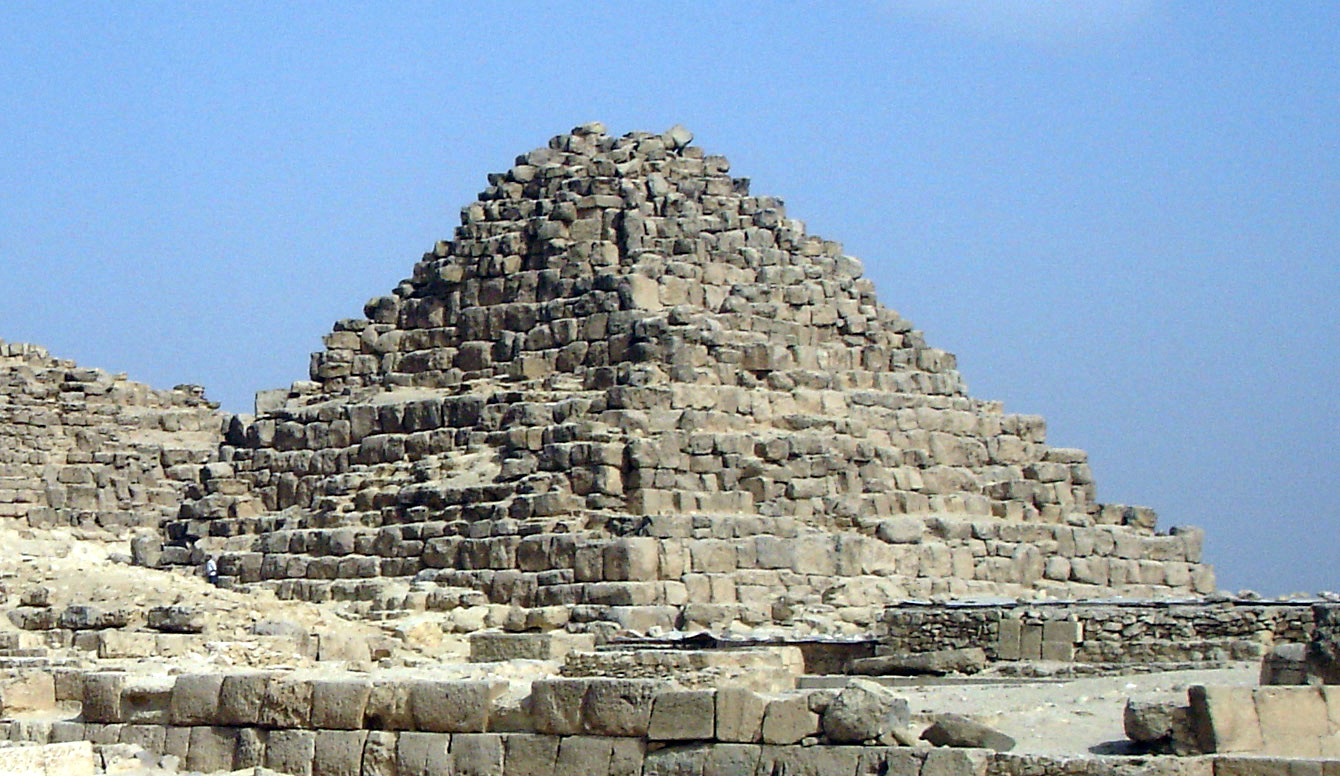
Koninginnepiramide van Henoetsen, G1-c

De Inventaris-stèle (ook bekend als de Koningsdochter-stèle) is een Oudegyptisch herinneringsmonument uit de 26e dynastie (ca. 670 v. Chr.) Het werd in 1858 in Gizeh gevonden door de Franse archeoloog Auguste Mariette, tijdens de opgraving van de Isistempel, dicht bij de Grote Sfinx. Op de stèle staat een inventarislijst van 22 goddelijke beelden, in het bezit van de Isis tempel, en de tekst dat de tempel al bestond voor de tijd van Cheops (ca. 2580 v. Chr.)
De oudste ruïnes van de Isistempel dateren van de periode van het Middenrijk. De Isistempel werd gebouwd op de hoek van de koninginnepiramide G1-c, waarvan wordt gedacht dat het de tombe is van koningin Henutsen.
Mensen, die graag de hypothese geloven dat de Grote Sfinx en de piramiden van Gizeh veel ouder zijn dan egyptologen willen aannemen, beschouwen de stèle als bewijs voor die hypothese. Volgens onderzoekers zou de tekst van de Inventaris-stèle opzettelijk uit eigenbelang een valse voorstelling van chronologie geven.

## Tekst
Rond het 'venster' in de vorm van een omgekeerde U staat een tekst. Het prijst de godin Isis, Meesteres van de piramiden en Osiris, Heer van Rostau. Daarna beweert de inscriptie dat de Isistempel al aanwezig was, toen de piramiden werden opgericht en dat de tempel werd ontdekt door Cheops ten oosten van de Grote Piramide in het 'huis van Harmakhis' (de Sfinx tempel).
Daarna wordt beweerd dat Cheops eerst 'de tempel van Isis opnieuw opbouwde' en daarna een piramide oprichtte voor de 'dochter van de koning, Henoetsen'. Ten slotte wordt de godin Isis geprezen en opnieuw genoemd als 'meesteres van de piramiden'.
Volgens Selim Hassans The Sphinx (1949) luiden delen van de tekst: 'Leve Horus, de Mezer [Cheops' Horusnaam], de Koning van Boven en Beneden Egypte, Cheops, leven gegeven. Hij vond het Huis van Isis, Meesteres van de Piramide, bij de zijde van de groeve van de Sfinx, ten noordwesten van het Huis van Osiris [de Vallei-Tempel], Heer van Rostau...De kaarten van het beeld van Hor-em-akhet [Horus in de Horizon, de Sfinx werd gezien als de god Horus in de vorm van een leeuw met mensenhoofd] werden gebracht om opnieuw een voorstelling te maken van het uiterlijk van het Beeld...Hij restaureerde het beeld geheel beschilderd...Hij zorgde ervoor dat er steen werd gehaald voor het achterste gedeelte van de nemes hoofddoek, dat ontbrak, van verguld steen, en dat een lengte had van ongeveer 3,7 meter. Hij maakte een omgang, om de bliksemschicht te zien, die op de Plaats van de Sycamoor staat, zogenoemd vanwege een grote sycamoor, waarvan de takken werden gebroken toen de Heer van de Hemel neerdaalde op de plaats van Hor-em-akhet...De figuur van deze God, gehouwen in steen, is solide, en zal in eeuwigheid bestaan, altijd met het gezicht op het Oosten gericht.'

## Vervalsing?
Volgens onderzoekers is de stèle met opzet een vervalsing door lokale priesters, die de Isistempel een ouderdom wensten te geven die het niet had. Religieuze instituten streden onderling om politiek gewin en financiële schenkingen en zouden zijn overgegaan tot vervalsingen van teksten.
Er zou om drie redenen sprake zijn van vervalsing:
- Cheops wordt bij zijn Horusnaam genoemd en niet, zoals in die tijd gewoonlijk was, bij zijn geboortenaam binnen een cartouche.
- Isis' naam zou niet voorkomen vóór farao Nyuser-Rê van de 5e Dynastie en ze werd nooit 'meesteres van de piramide(n)' genoemd.
- Henoetsen was een bijkoningin, haar ouders zijn niet bekend, en ze zou nooit de titel 'koningsdochter' hebben gedragen.